# Licnoliodes apunctatus
Licnoliodes apunctatus är en kvalsterart som beskrevs av Sandór Mahunka 1977. Licnoliodes apunctatus ingår i släktet Licnoliodes och familjen Pheroliodidae. Inga underarter finns listade i Catalogue of Life.